# Alexandr Stolypin
Alexandr Arkaďjevič Stolypin (rusky Александр Аркадьевич Столыпин; 1863 – 23. listopadu 1925) byl ruský novinář a básník. Jeho bratr byl třetí ruský premiér Pjotr Stolypin.

## Biografie
Vystudoval fakultu filologie na univerzitě v Petrohradu. V roce 1882 publikoval v novinách několik svých básní, většinou lyrických. V roce 1902 začal pracovat pro petrohradské noviny „Vědomosti“. Na žádost Vjačeslava von Pleve však musel noviny opustit, prý za jeho vedení dostávaly „nežádoucí směr“.
Od roku 1904 byl stálým zaměstnancem novin „Nový věk“, stal se také jedním z představitelů Okťabristů.